# Union des femmes belges contre l'alcoolisme
 (décembre 2020).
Pour les articles homonymes, voir Union des femmes.
L'Union des femmes belges contre l'alcoolisme est une association belge de mobilisation, de sensibilisation et de lutte contre la surconsommation d'alcool par les classes ouvrières en activité de 1899 à 1951. Considérée comme l'une des premières associations féministes de Belgique, elle se revendique apolitique.

## But
L'objectif de l'Union des femmes belges contre l'alcoolisme est de sensibiliser et mobiliser les femmes pour qu'elles participent à la lutte contre la surconsommation de boissons alcoolisées, permettant de les protéger contre les violences d'un homme alcoolique au sein de leur famille. Son action est particulièrement dirigée par des philanthropes de la classe dominante envers la classe ouvrière et la jeunesse,,.
Pour remplir son objectif, l'association fait appel aux ressources des classes les plus aisées. L'Union des femmes belges contre l'alcoolisme met pour cela en avant la diminution des maladies, de la criminalité et de la violence que pourrait entraîner la diminution de la consommation d'alcool par la population.
L'association lutte en outre en faveur du droit de vote pour les femmes en Belgique, qui n'est pas encore entériné à ce moment-là. L'organisation considère en effet qu'il s'agit d'une nécessité pour obtenir des lois réglementant la consommation d’alcool,.

## Histoire

### Création
La création de l'Union des femmes belges contre l'alcoolisme intervient dans un contexte de montée progressive de l'alcoolisme en Europe Occidentale.
L’Union des femmes belges contre l’alcoolisme est fondée en 1899, par Joséphine Nyssens (de son nom d’épouse, Joséphine Keelhof) avec l’aide de sa nièce Marguerite Nyssens. Parmi ses fondatrices figurent aussi Euphrosine Beernaert, Lily Carter, Marie Parent et Léonie La Fontaine. Le siège social se trouve au 19 rue du Président à Bruxelles. L'Union est mixte, rassemblant des femmes et des hommes, et regroupe à la fois des partisans de la tempérance et des partisans de l'abstinence totale envers l'alcool.

### Évolution et actions
Le projet d'établir des cafés et bars dits de tempérance apparaît dès la création de l'Union. En 1901, l'Union ouvre un restaurant hygiénique à Bruxelles, au Grand Sablon, restaurant auquel est ajoutée une bibliothèque. En 1902, l'association ouvre son premier café « de tempérance » rue Saint-Léonard, à Liège. Forte de ce succès, elle organise une fancy-fair afin de récolter les fonds nécessaires pour ouvrir un second établissement du même type. Grâce à un bénéfice de 7675 francs belges, l'association parvient à ouvrir un second café, plus grand que le précédent, se situant rue de la Régence. Les deux cafés se situent dans la province de Liège.
Depuis la création de l’Union des femmes belges contre l’alcoolisme, en 1899, le Comité distribue également des abonnements de journaux, de brochures et d'almanachs de tempérance. En 1902-1903, le « Général Vent », commandant de la position de Liège, accepte de répandre des almanachs de tempérance dans les casernes. L'objectif était d'empêcher les jeunes soldats belges de sombrer dans l'alcoolisme. Des almanachs sont aussi distribués à partir de 1911 dans les écoles.
Des fêtes cinématrographiques sont également organisées en 1909 et 1910.
L'Union des femmes belges contre l'alcoolisme participe à la fondation du Conseil national des femmes belges en 1905.
Cependant, l'Union a peu de subsides, le gouvernement ne leur fournissant que 400 francs belges. Dès lors, leur champ d'action se limite progressivement

### Scission
Suite à des dissensions internes, l'Alliance des femmes contre les abus de l'alcool, association concurrente, est fondée en 1905 par Marie Parent. Les deux organisations se rassemblent sous le nom de Comité national contre l'alcoolisme juste avant la Première Guerre mondiale.

### Entre deux-guerres
En 1918, c'est Marguerite Nyssens, avec l’aide de Marie Hettema-Nyssens, qui remet sur pied association. Elle y reste active jusqu’en 1940.
La loi Émile Vandervelde sur la réglementation de la vente d'alcool entre en vigueur en 1919. 

## Organisation et structure

### Composition
À travers les années, plusieurs femmes prennent part à l'Union des femmes belges contre l'alcoolisme. On compte notamment :
- Marie Popelin (1846-1913) : en 1905, Marie Popelin crée le Conseil national des femmes belges regroupant trois associations, à savoir, la Ligue belge du droit des femmes, l'Union des femmes belges contre l'alcoolisme et la Société belge pour l'amélioration du sort de la femme[11].
- Joséphine Keelhof-Nyssens (1833-1917) : au décès de son mari, en 1893, elle s'engage dans la lutte contre l'alcoolisme. En 1899, elle fonde avec sa nièce, Marguerite Nyssens, l'Union des femmes belges contre l'alcoolisme. Joséphine en est la trésorière avant d'en être la présidente[10].
- Marguerite Nyssens (1858-1947) : elle forme un binôme avec sa tante Joséphine Keelhof-Nyssens dans la lutte contre l'alcoolisme. Ensemble, elles fondent l'association en 1899. Marguerite Nyssens en est la secrétaire de 1901 à 1914. Après 1918, avec l'aide de Marie Hettema-Nyssens, qui a rejoint l'Union en 1910, elle remet sur pied l'organisation associative. Marguerite y reste active jusqu'en 1940[12].
- Marie Parent (1853-1934) : elle est une publiciste, féministe, et militante contre l'alcoolisme. Elle rentre dans l'Union en 1899 tant que collaboratrice. En 1903, elle proteste à Brême en tant que déléguée belge au 9e Congrès contre l'alcoolisme[13]. En 1905, elle quitte l'Union pour fonder L'Alliance des femmes contre l'abus de l'alcool[14].

Bien que fondée par des femmes, l'Union n'empêche pas les hommes de se joindre à elles afin de lutter ensemble contre les abus de l'alcoolisme.

### Organisation interne
L'Union est dirigée par un comité composé de trois membres, à savoir, une présidente, une secrétaire et une trésorière. Il y a également plusieurs vice-présidentes, une secrétaire adjointe et une trésorière adjointe.
Au sein de l'association, se trouvent deux sortes de membres :
- Les membres effectifs, payant une cotisation annuelle de 1 à 20 francs belges, le montant étant laissé à leur guise. Sont considérés comme membres effectifs, ceux qui, par différents moyens (des photos, des écrits, des dessins, des conférences, etc.) soutiennent l'Union et l'aident quant aux moyens de propagande.
- D'autre part, les membres sympathisants (ouvriers, ouvrières), ceux-ci ne payent pas de cotisation. Cependant, ils participent à travers la lecture des brochures envoyées gratuitement par l'Union ; ils s’engagent également à faire partager ces brochures à leur entourage.

À partir de l’année 1903, on observe une stagnation du nombre des membres effectifs ainsi qu’une augmentation du nombre des membres sympathisants. Ce qui a eu pour effet de limiter les revenus de l'Union. En effet, les membres effectifs contribuent financièrement à l’Union, contrairement aux membres sympathisants.

### Fonctionnement
Il y a plusieurs subdivisions au sein de l'Union des femmes belges contre l'alcoolisme, ayant chacune une fonction distincte.
Le comité fondateur de l'Union établit dans toutes les localités de la Belgique des comités chargés de faire de la propagande. Ceux-ci sont totalement autonomes quant à l'organisation de leur diffusion. De plus, chaque comité reçoit des subsides de la part du comité fondateur pour faciliter leurs installations.

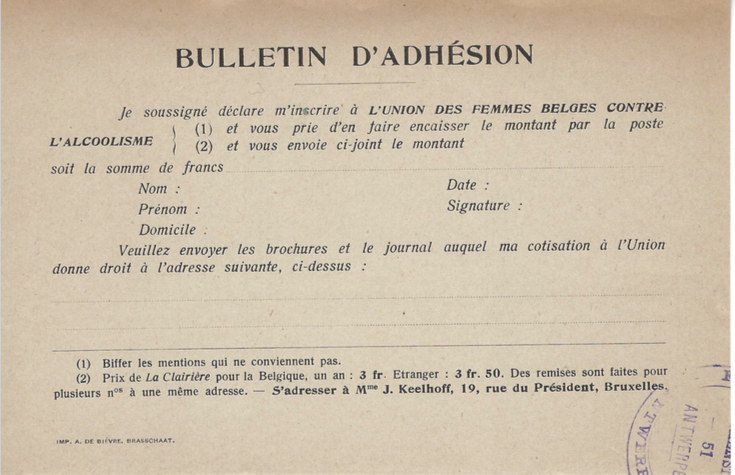
Bulletin d'adhésion de l'Union des femmes belges contre l'alcoolisme.

Une fois par an, afin de recevoir, de la part du comité, l'exposé de la situation financière et morale dont il est question au cours de l'année écoulée, l'Union se réunit en assemblée générale. C'est également à ce moment-là que se déroule le renouvellement du comité. Des modifications ne peuvent être exécutées que lors de l'assemblée générale et à la majorité du tiers des membres effectifs présents.
Afin de devenir membre de l'Union, il convient de déposer son inscription au siège social, à Bruxelles, ou chez les femmes du comité. Il faut savoir que l'abstinence ne fait pas partie des conditions requises en vue de faire partie de l'Union.